# ТЕС Феррара (Eni)
ТЕС Феррара (Eni) — теплова електростанція на півночі Італії у регіоні Емілія-Романья, провінція Феррара. Використовує технологію комбінованого парогазового циклу.
Станом на початок 2000-х на нафтохімічному майданчику компанії EniChem у Феррарі діяли дві теплові електростанції — CTE1 потужністю 19 МВт та CTE2 з показником у 61 МВт. В 2006—2007 роках тут спорудили значно потужніший об'єкт за сучасною технологією парогазового циклу. Нова станція складається із двох енергоблоків потужністю по 390 МВт. У кожному з них встановлена одна газова турбіна потужністю 260 МВт, яка через котел-утилізатор живить одну парову турбіну з показником 135 МВт. Після запуску нових блоків станцію CTE1 вивели з експлуатації, а CTE2 законсервували як резервну.
Загальна паливна ефективність ТЕС при виробництві електроенергії становить 57,1 %. Крім того, станція може постачати теплову енергію нафтохімічному виробництву EniChem.
Видалення продуктів згоряння із котлів-утилізаторів здійснюється через димарі висотою по 60 метрів.
Зв'язок з енергомережею відбувається по ЛЕП, розрахованим на роботу із напругою 380 кВ та 132 кВ.